# Konfederacja Wolność i Niepodległość
Konfederacja Wolność i Niepodległość  (deutsch: Konföderation der Freiheit und Unabhängigkeit, kurz: Konfederacja) ist eine heterogene politische Partei in Polen, die Monarchisten, Libertäre, Wirtschaftsliberale, Eurokritiker, Nationalisten, Konservative und Populisten vereint. Sie entstand zunächst zum Jahreswechsel 2018/19 als Bündnis der paläolibertären Partei KORWiN, der katholisch-nationalistischen Partei RN, sowie des monarchistisch-traditionalistischen Milieus um den antisemitischen Regisseur Grzegorz Braun. Die Partei sitzt seit 2019 im polnischen Sejm und seit 2024 im EU-Parlament.
Die Partei wurde in verschiedenen Medien als rechts, rechtspopulistisch beziehungsweise rechtsextrem beschrieben.

## Geschichte
Am 6. Dezember 2018 beschlossen die Parteien KORWiN und RN, gemeinsam an der Europawahl 2019 teilzunehmen, denen sich im Januar 2019 der Monarchist Grzegorz Braun anschloss. Im weiteren Verlauf traten mehrere Abgeordnete des Sejm (Piotr Liroy-Marzec, Marek Jakubiak, Pawel Skutecki), Aktivisten (Abtreibungsgegner um Kaja Godek) und die Partei der Kraftfahrer der Konfederacja bei.
Am 22. März wurde der Abgeordnetenzirkel Wolność i Skuteczni (bestehend aus den zwei Abgeordneten der Partei KORWiN, sowie Liroy-Marzec) in Konfederacja umbenannt, nachdem ihm Robert Winnicki und Jakubiak beigetreten waren. Alle Abgeordneten dieses Zirkels wurden zuvor auf Listenplätzen der Kukiz-Bewegung gewählt. Am 15. Mai trat auch der Abgeordnete Robert Majka bei.
Am 1. Mai 2019, dem 15. Jahrestag des Beitritts Polens zur Europäischen Union, organisierte Konfederacja eine EU-feindliche Manifestation unter dem Namen Marsz Suwerenności (deutsch: Souveränitätsmarsch) in Warschau mit. Am 11. Mai 2019 nahmen ihre Vertreter vor der Kanzlei des Premierministers und der US-Botschaft an einer Demonstration gegen den Just Act 447 teil. Dieser „verpflichtet das Außenministerium der Vereinigten Staaten dazu, Berichte über den Stand der Rückgabe von jüdischem Eigentum ohne Erben in denjenigen Ländern zu erstellen, die die sogenannte Theresienstädter-Erklärung unterzeichnet haben.“
Bei der Europawahl verfehlte die Konföderation mit einem Stimmenanteil von 4,55 % die Fünf-Prozent-Hürde und im Zuge interner Streitigkeiten verließen Godek, Jakubiak und Liroy-Marzec bald darauf das Bündnis.
Am 25. Juli 2019 erfolgte die gerichtliche Registrierung der Partei unter dem Namen Konfederacja Wolność i Niepodległość, davor trat die Partei als Konfederacja KORWiN Braun Liroy Narodowcy (deutsch: Konföderation KORWiN Braun Liroy Nationalisten) auf.
Zur Parlamentswahl 2019 wurde Konfederacja als landesweit antretendes Wahlkomitee zugelassen. Auf ihren Wahllisten kandidierten auch Vertreter der Initiative STOP NOP, welche sich gegen die gesetzliche Impfpflicht wendet. Bei der Wahl am 13. Oktober erzielte die Partei 6,81 % der Stimmen und errang 11 Mandate im Sejm (je fünf Abgeordnete von KORWiN und RN sowie Grzegorz Braun als Repräsentant seiner Partei Konfederacja Krony Polskiej).
Anlässlich der Präsidentschaftswahl 2020 veranstaltete die Partei Vorwahlen nach amerikanischem Vorbild, bei denen neun Bewerber antraten. Aus diesen ging am 18. Januar 2020 Krzysztof Bosak siegreich hervor. Bei den Präsidentschaftswahlen erzielte er mit 6,8 % den vierten Platz.
Die Parlamentswahlen im Herbst 2023 schloss die Partei mit 7,2 % auf Platz fünf ab. Dies wurde ambivalent beurteilt: Zum einen ist der Einzug in den Sejm, trotz der deutlich gestiegenen Wahlbeteiligung gelang. Dadurch konnte Konfederacja ihre Wählerbasis festigen und sich als ernstzunehmende politische Kraft etablieren. Bosak wurde zu einem der Stellvertreter des Sejmmarschall gewählt. Außerdem konnte mit den 18 Abgeordneten eine eigenständige Fraktion (Klub sejmowy) einberufen werden. Zum anderen konnte die Partei ihr letztes Wahlergebnis marginal verbessern; damit blieb sie aber deutlich unter dem Umfragehoch der Sommermonate, als sie zum Teil Werte von 15 % erreicht hatte. Mitverantwortlich dafür wurde dabei die Infantilität von Sławomir Mentzen Kampagnenstil auf TikTok gemacht.
Im Frühjahr 2024 trat Konfederacja weitgehend gemeinsam mit der Wählergemeinschaft Parteilose Selbstverwalter bei den Selbstverwaltungswahlen an, wobei landesweit 7,2 % sowie insgesamt sechs Sitze in den 16 Sejmiks errungen wurden.
Bei der Wahl zum EU-Parlament 2024 führte die Partei einen spürbar entschärften Wahlkampf, sodass beispielsweise die Forderung nach einem "Polexit" entfiel.
Im Oktober 2024 gewann die Partei ein Verfahren vor dem Obersten Gericht, das der Partei gut 20 Mio. Złoty aus der Parteienfinanzierung sicherte, die durch eine abschlägige Entscheidung der staatlichen Wahlkommission von 2020 zur Disposition standen.
Zunächst sollte es auch 2024 Vorwahlen geben, schließlich wurde aber Sławomir Mentzen als Präsidentschaftskandidat 2025 vorgestellt.

## Programmatik
In dem Parteiprogramm der Konföderation von 2020 sind unter anderem enthalten:
1. Abschaffung der Einkommensteuer
2. Freiwilligkeit der Sozialversicherungsbeiträge
3. Abschaffung der Verbrauchsteuer auf Benzin
4. Aufbau eines entlastenden Verwaltungsapparats in Gerichten, deren Digitalisierung und die Vereinfachung der Verfahren
5. Einführung eines Bildungs- und Kulturgutscheins
6. Stärkung der polnischen Armee
7. Importverbot von Müll
8. Liberalisierung der Vorschriften über die Zulassung von Schusswaffen[39]
9. Neutrale Nahost-Politik und Abzug polnischer Soldaten[40]
10. Begrenzung der Einwanderung aus nicht-europäischen Ländern[41]
11. Einführung der Todesstrafe für Kapitalverbrechen[42]
12. Dezentralisierung und Entbürokratisierung des Staates[41]
13. Einführung der elektronischen Stimmabgabe
14. Ablehnung des LGBT-Milieus

## Zusammensetzung

### Parteien
| Parteiname | Parteiname                   | dt. Übersetzung                    | Parteivorsitzende | Beitrittsjahr | Mandate | Mandate | Mandate | Mandate |
| Parteiname | Parteiname                   | dt. Übersetzung                    | Parteivorsitzende | Beitrittsjahr | Sejm    | Senat   | Europa  | Sejmiks |
| ---------- | ---------------------------- | ---------------------------------- | ----------------- | ------------- | ------- | ------- | ------- | ------- |
|            | Nowa Nadzieja                | Neue Hoffnung                      | Sławomir Mentzen  | 2018          | 8/460   | 0/100   | 3/53    | 2/552   |
|            | Ruch Narodowy                | Nationale Bewegung                 | Krzysztof Bosak   | 2018          | 7/460   | 0/100   | 2/53    | 0/552   |
|            | Konfederacja Korony Polskiej | Konföderation der Polnischen Krone | Grzegorz Braun    | 2019          | 3/460   | 0/100   | 1/53    | 0/552   |